# William Croft

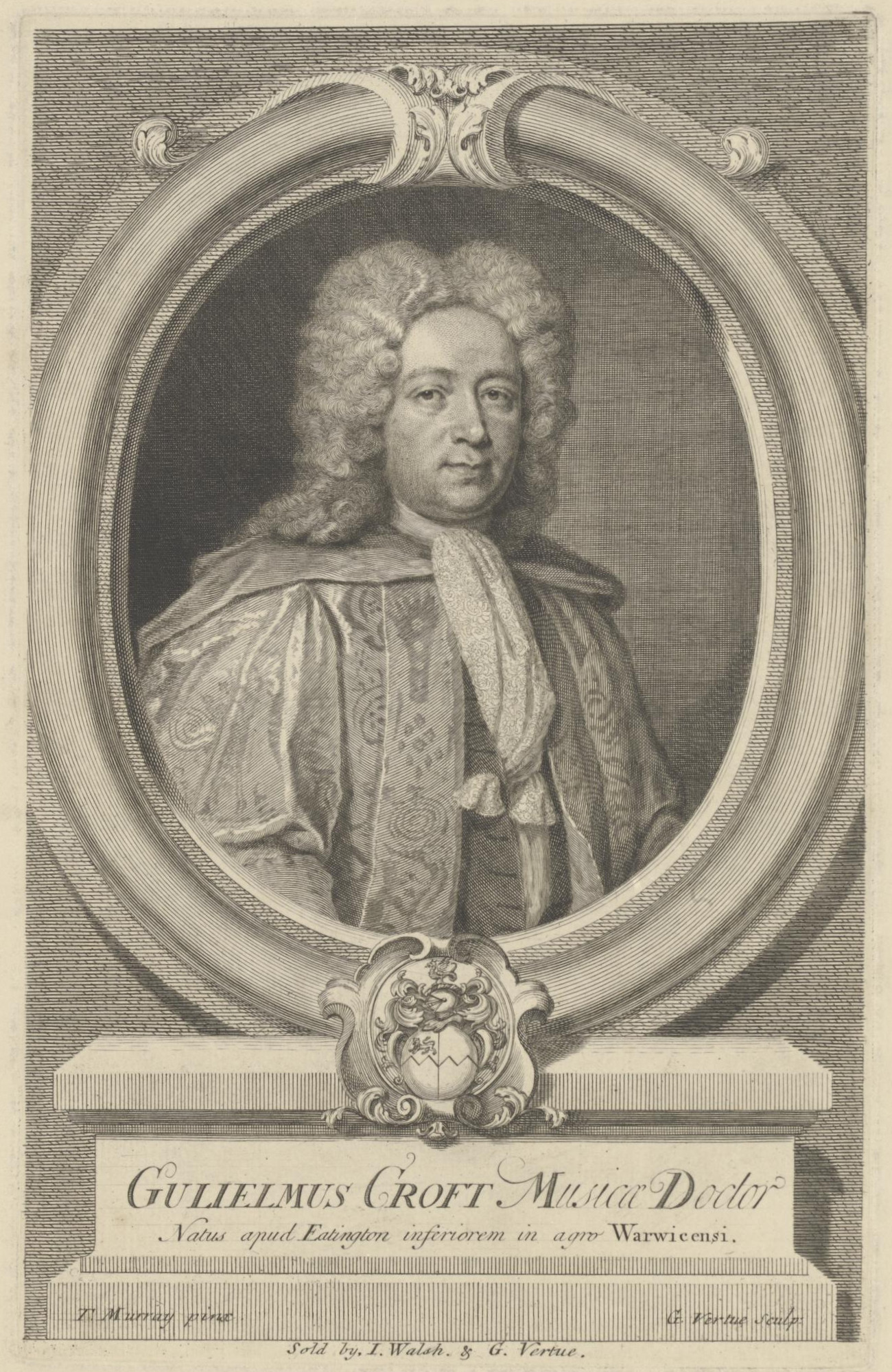
William Croft (1678–1727)

William Croft (* 1678; getauft 30. Dezember 1678 auf dem Gut Nether Ettington in Warwickshire; † 14. August 1727 in Bath) war ein englischer Organist und Komponist des Barock.

## Leben und Wirken
Seine musikalische Unterrichtung erhielt er an der Chapel Royal u. a. als Chorknabe. Einer seiner Lehrer an dieser Einrichtung war John Blow. Im Jahr 1698 beendete er seine dortige Ausbildung.
1700 erhielt er eine Anstellung an der St. Anne’s Church in Soho in London. Im Jahr 1707 übernahm er den Posten eines Musiklehrers an der Chapel Royal, im Jahre darauf in Nachfolge seines früheren Lehrers John Blow die Stelle des Organisten an der Westminster Abbey.
Als Komponist machte er sich vorrangig einen Namen durch seine Sonaten für Violine, für Blockflöten, Suiten für Cembalo sowie sein Hauptwerk, die Musica Sacra, eine Sammlung von Musikstücken der Kirchenmusik. Er gilt neben Henry Purcell als der Komponist des 17. Jahrhunderts, der die Entwicklung der Kirchenmusik seiner Zeit wesentlich mitgestaltete und prägte. Sein besonderes Augenmerk richtete er dabei auf die Komposition polyphoner Kirchenmusik.
William Croft komponierte weiterhin Auftragswerke für offizielle Zeremonien, beispielsweise für die Begräbnisfeierlichkeiten von Queen Anne im Jahre 1714 sowie für die Krönungszeremonie für George I. ein Jahr darauf.
Er verstarb während eines Kuraufenthaltes 1727 in Bath.